# Merodon nana
Merodon nana är en tvåvingeart som först beskrevs av Sack 1931.  Merodon nana ingår i släktet narcissblomflugor, och familjen blomflugor. Inga underarter finns listade i Catalogue of Life.